# DxO PhotoLab
DxO PhotoLab ist eine Software zur Bearbeitung und Verwaltung von Digitalfotos. Grundlage sind bevorzugt alle üblichen Bilder im Rohdatenformat, aber auch JPEG wird zur eingeschränkten Bearbeitung unterstützt. Als „automatische optische Korrektur“ werden kamera- und objektivspezifische Eigenschaften berücksichtigt. Dazu stehen rund 60.000 Module zur Verfügung (Stand Oktober 2020), die bei Bedarf als zusätzliche Pakete hinzugeladen werden.
DxO OpticsPro 11 wurde im Oktober 2017 mit geringen Erweiterungen als DxO PhotoLab vorgestellt, eine Version 12 wird es nicht geben.
DxO PhotoLab ist für die Betriebssysteme macOS und Microsoft Windows erhältlich. Die Zielgruppe sind Berufsfotografen, engagierte Amateure und alle Fotografen, die Bilder nachbearbeiten.
Nachdem DxO im Jahr 2017 von Google die Nik Collection übernommen hat, wurde die ursprünglich von Nik Software entwickelte U-Point-Technologie von DxO weiterentwickelt und in neuen Versionen von DxO PhotoLab implementiert. Mit der Veröffentlichung von DxO PhotoLab 3 im Oktober 2019 wurde für die Windows-Version als Betriebssystem Windows 8.1 vorausgesetzt.

## Geschichte und Editionen
DxO Optics Pro kam erstmals 2004 auf den Markt. Im Herbst 2014 wurde Version 10 vorgestellt. Teil dieser Version ist ein verbessertes Modul zur Rauschunterdrückung mit der Bezeichnung „Prime“. Später wurde das Modul unter der Bezeichnung „Prime 2016“ verbessert.
Seit Version 4 umfasst DxO mit DeepPrime eine Technologie für Demosaicing und Rauschminderung, die auf Deep Learning zurückgreift und auf künstlicher Intelligenz beruht. DxO DeepPrime basiert auf Millionen von Bildern, die von DxO in mehr als 15 Jahren analysiert und untersucht wurden. Es verbessert die Minderung von digitalem Rauschen, während gleichzeitig ein effizienteres Demosaicing erzielt wird. Seit der Version 6 ist eine weiter verbesserte Version von DeepPrime im Einsatz, DeepPrime eXtra Details, kurz DeepPrime XD genannt. Seit der Version 6.4 können auch die RAW-Daten aus den Kameras der X-Serie von Fujifilm mit DeepPrime und DeepPrime XD entrauscht werden, was mit den vorherigen Versionen nicht möglich war.
DxO PhotoLab ist in zwei Versionen erhältlich: „Essential Edition“ und „Elite Edition“.
Die Elite Edition enthält zusätzlich zur Essential Edition die Prime-Technik zur Rauschunterdrückung, Farbmanagement und mehr Möglichkeiten, den Arbeitsbereich anzupassen. Enthalten ist auch „Clearview“ zur Reduzierung von Dunst und viele weitere Module. Beide Versionen sind kompatibel mit Adobe Photoshop Lightroom.
Im Juni 2018 gewann die Software den TIPA World Award 2018 in der Kategorie „Best Image Software“.
Im April 2020 wurde die Software erneut als „beste Bildbearbeitungssoftware“ mit dem TIPA World Award 2020 ausgezeichnet.

## Besonderheiten
Seit seiner Gründung im Jahr 2003 hat DxO seine Software anhand von mehreren hundert Kameras und Objektiven kalibriert. Der Umfang dieser Forschungsergebnisse ist in der Branche einzigartig. Verzeichnung, Vignettierung, chromatische Aberration, optische Verblassung und digitales Rauschen werden in RAW-Bildern mit einer enormen Präzision erfasst. Diese umfassende Übersicht über die Leistung und die Schwachstellen der einzelnen Fotoausrüstungen, die mehr als 60.000 Kombinationen (Stand Oktober 2020) enthält, wird in einer Datenbank mit mehreren Millionen kalibrierten Bildern gesammelt, die jeweils mehrere tausend charakteristische Punkte enthalten. Aus dieser Datenbank ergeben sich mehrere Milliarden Lernproben.
Es ist möglich, optische Fehler einer Objektiv-Kamera-Kombination automatisch zu korrigieren. Entsprechende Module werden zum Download angeboten, sobald die Exif-Daten dieses ergeben.